# Karol G/Diskografie
Diese Diskografie ist eine Übersicht über die musikalischen Werke der kolumbianischen Reggaeton-, RnB- und Pop-Sängerin Karol G. Den Schallplattenauszeichnungen zufolge hat sie bisher mehr als 82,1 Millionen Tonträger verkauft, davon alleine in ihrer Heimat über 7,2 Millionen. Ihre erfolgreichste Veröffentlichung ist die Single Tusa mit über 14,5 Millionen verkauften Einheiten.

## Alben

### Studioalben
| Jahr | Titel Musiklabel                                          | Höchstplatzierung, Gesamtwochen, AuszeichnungChartplatzierungen (Jahr, Titel, Musiklabel, Platzierungen, Wochen, Auszeichnungen, Anmerkungen) | Höchstplatzierung, Gesamtwochen, AuszeichnungChartplatzierungen (Jahr, Titel, Musiklabel, Platzierungen, Wochen, Auszeichnungen, Anmerkungen) | Höchstplatzierung, Gesamtwochen, AuszeichnungChartplatzierungen (Jahr, Titel, Musiklabel, Platzierungen, Wochen, Auszeichnungen, Anmerkungen) | Höchstplatzierung, Gesamtwochen, AuszeichnungChartplatzierungen (Jahr, Titel, Musiklabel, Platzierungen, Wochen, Auszeichnungen, Anmerkungen) | Höchstplatzierung, Gesamtwochen, AuszeichnungChartplatzierungen (Jahr, Titel, Musiklabel, Platzierungen, Wochen, Auszeichnungen, Anmerkungen) | Höchstplatzierung, Gesamtwochen, AuszeichnungChartplatzierungen (Jahr, Titel, Musiklabel, Platzierungen, Wochen, Auszeichnungen, Anmerkungen) | Höchstplatzierung, Gesamtwochen, AuszeichnungChartplatzierungen (Jahr, Titel, Musiklabel, Platzierungen, Wochen, Auszeichnungen, Anmerkungen) | Höchstplatzierung, Gesamtwochen, AuszeichnungChartplatzierungen (Jahr, Titel, Musiklabel, Platzierungen, Wochen, Auszeichnungen, Anmerkungen) | Anmerkungen                                                  |
| Jahr | Titel Musiklabel                                          | DE | AT | CH | UK | US | Latin | ES | CO | Anmerkungen                                                  |
| ---- | --------------------------------------------------------- | --- | --- | --- | --- | --- | --- | --- | --- | ------------------------------------------------------------ |
| 2013 | Super Single JM World Music                               | — | — | — | — | — | — | — | — | Erstveröffentlichung: 29. Oktober 2013                       |
| 2017 | Unstoppable Universal Music Latino (UMG)                  | — | — | — | — | US192 (1 Wo.)US | Latin2 ×2Doppelplatin · (83 Wo.)Latin | ES79 (1 Wo.)ES | — | Erstveröffentlichung: 27. Oktober 2017 Verkäufe: + 350.000   |
| 2019 | Ocean Universal Music Latino (UMG)                        | — | — | — | — | US54 (4 Wo.)US | Latin2 ×5Fünffachplatin · (211 Wo.)Latin | ES40 (12 Wo.)ES | CO— DiamantCO | Erstveröffentlichung: 3. Mai 2019 Verkäufe: + 1.694.000      |
| 2021 | KG0516 Universal Music Latino (UMG)                       | — | — | CH48 (2 Wo.)CH | — | US20 (44 Wo.)US | Latin1 Diamant + Platin · (213 Wo.)Latin | ES3 Platin · (144 Wo.)ES | CO— GoldCO | Erstveröffentlichung: 25. März 2021 Verkäufe: + 3.550.000    |
| 2023 | Mañana será bonito Bichota Records (UMG)                  | — | — | CH7 (84 Wo.)CH | — | US1 (96 Wo.)US | Latin1 ×2×8Doppeldiamant + Achtfachplatin · (… Wo.)Latin                                                                                      | ES1 ×4Vierfachplatin · (… Wo.)ES | — | Erstveröffentlichung: 24. Februar 2023 Verkäufe: + 1.998.500 |
| 2023 | Mañana será bonito (Bichota Season) Bichota Records (UMG) | — | — | CH12 (4 Wo.)CH | — | US3 Gold · (60 Wo.)US | Latin1 ×8Achtfachplatin · (… Wo.)Latin | ES1 Platin · (… Wo.)ES | — | Erstveröffentlichung: 11. August 2023 Verkäufe: + 540.000    |
| 2025 | Tropicoqueta Bichota Records (UMG)                        | — | — | CH2 (… Wo.)CH | — | US3 (… Wo.)US | Latin1 (… Wo.)Latin | ES1 Gold · (… Wo.)ES | — | Erstveröffentlichung: 22. Juni 2025 Verkäufe: + 20.000       |

## Singles

### Als Leadmusikerin
| Jahr | Titel Album                                                       | Höchstplatzierung, Gesamtwochen, AuszeichnungChartplatzierungen (Jahr, Titel, Album, Platzierungen, Wochen, Auszeichnungen, Anmerkungen) | Höchstplatzierung, Gesamtwochen, AuszeichnungChartplatzierungen (Jahr, Titel, Album, Platzierungen, Wochen, Auszeichnungen, Anmerkungen) | Höchstplatzierung, Gesamtwochen, AuszeichnungChartplatzierungen (Jahr, Titel, Album, Platzierungen, Wochen, Auszeichnungen, Anmerkungen) | Höchstplatzierung, Gesamtwochen, AuszeichnungChartplatzierungen (Jahr, Titel, Album, Platzierungen, Wochen, Auszeichnungen, Anmerkungen) | Höchstplatzierung, Gesamtwochen, AuszeichnungChartplatzierungen (Jahr, Titel, Album, Platzierungen, Wochen, Auszeichnungen, Anmerkungen) | Höchstplatzierung, Gesamtwochen, AuszeichnungChartplatzierungen (Jahr, Titel, Album, Platzierungen, Wochen, Auszeichnungen, Anmerkungen) | Höchstplatzierung, Gesamtwochen, AuszeichnungChartplatzierungen (Jahr, Titel, Album, Platzierungen, Wochen, Auszeichnungen, Anmerkungen) | Höchstplatzierung, Gesamtwochen, AuszeichnungChartplatzierungen (Jahr, Titel, Album, Platzierungen, Wochen, Auszeichnungen, Anmerkungen) | Anmerkungen |
| Jahr | Titel Album                                                       | DE | AT | CH | UK | US | Latin | ES | CO | Anmerkungen |
| --- | ----------------------------------------------------------------- | --- | --- | --- | --- | --- | --- | --- | --- | --- |
| 2006 | En la playa Super Single                                          | — | — | — | — | — | — | — | — | Erstveröffentlichung: 2006 |
| 2009 | Por ti Super Single                                               | — | — | — | — | — | — | — | — | Erstveröffentlichung: Juni 2009 |
| 2009 | Dime que si Super Single                                          | — | — | — | — | — | — | — | — | Erstveröffentlichung: 7. August 2009 |
| 2013 | Bajo control Super Single                                         | — | — | — | — | — | — | — | — | Erstveröffentlichung: 25. Juni 2013 |
| 2013 | Gracias a ti Super Single                                         | — | — | — | — | — | — | — | — | Erstveröffentlichung: 2. August 2013 |
| 2013 | Amor de dos –                                                     | — | — | — | — | — | — | — | — | Erstveröffentlichung: 17. August 2013 feat. Nicky Jam                                                                                     |
| 2013 | Lloro por ti –                                                    | — | — | — | — | — | — | — | — | Erstveröffentlichung: 9. November 2013 feat. Mario Domm                                                                                   |
| 2014 | Ricos besos –                                                     | — | — | — | — | — | — | — | — | Erstveröffentlichung: 2. Mai 2014 |
| 2014 | Si te confieso –                                                  | — | — | — | — | — | — | — | — | Erstveröffentlichung: 10. Dezember 2014                                                                                                   |
| 2015 | Ya no te creo –                                                   | — | — | — | — | — | — | — | — | Erstveröffentlichung: 7. Februar 2015 |
| 2015 | Te lo quiero hacer –                                              | — | — | — | — | — | — | — | — | Erstveröffentlichung: 16. Juni 2015 feat. De La Ghetto                                                                                    |
| 2015 | Dime –                                                            | — | — | — | — | — | — | — | — | Erstveröffentlichung: 4. Dezember 2015 feat. Andy Rivera                                                                                  |
| 2016 | Casi nada Unstoppable                                             | — | — | — | — | — | Latin33 Platin · (27 Wo.)Latin | ES90 (7 Wo.)ES | — | Erstveröffentlichung: 4. März 2016 Verkäufe: + 75.000                                                                                     |
| 2016 | Muñeco de lego Unstoppable                                        | — | — | — | — | — | — | — | — | Erstveröffentlichung: 26. August 2016 |
| 2016 | Hello Unstoppable                                                 | — | — | — | — | — | Latin39 ×3Dreifachplatin · (10 Wo.)Latin                                                                                                 | — | CO— ×5FünffachplatinCO | Erstveröffentlichung: 4. November 2016 Verkäufe: + 336.000; feat. Ozuna                                                                   |
| 2017 | A ella Unstoppable                                                | — | — | — | — | — | Latin— ×3DreifachplatinLatin | ES— PlatinES | CO— ×2DoppelplatinCO | Erstveröffentlichung: 5. Mai 2017 Verkäufe: + 298.000                                                                                     |
| 2017 | Ahora me llama Unstoppable                                        | — | — | — | — | — | Latin10 Diamant · (26 Wo.)Latin | ES22 ×2Doppelplatin · (30 Wo.)ES | CO— PlatinCO | Erstveröffentlichung: 26. Mai 2017 Verkäufe: + 829.000; feat. Bad Bunny                                                                   |
| 2017 | Eres mi todo Unstoppable                                          | — | — | — | — | — | — | — | — | Erstveröffentlichung: 7. Juli 2017 mit Kevin Roldán                                                                                       |
| 2017 | La dama Unstoppable                                               | — | — | — | — | — | — | — | — | Erstveröffentlichung: 3. November 2017 mit Cosculluela                                                                                    |
| 2018 | Mi mala (Remix) –                                                 | — | — | — | — | — | — | ES57 Gold · (10 Wo.)ES | — | Erstveröffentlichung: 9. Februar 2018 Verkäufe: + 30.000; mit Mau y Ricky feat. Becky G, Lali & Leslie Grace                              |
| 2018 | Pineapple Ocean                                                   | — | — | — | — | — | Latin49 ×3Dreifachplatin · (1 Wo.)Latin                                                                                                  | ES59 Platin · (16 Wo.)ES | — | Erstveröffentlichung: 1. März 2018 Verkäufe: + 403.000                                                                                    |
| 2018 | Tu pum pum –                                                      | — | — | — | — | — | Latin— GoldLatin | — | — | Erstveröffentlichung: 30. März 2018 Verkäufe: + 30.000; mit Shaggy feat. El Capitaain & Sekuence                                          |
| 2018 | Mi cama Ocean                                                     | — | — | — | — | — | — | ES5 ×3Dreifachplatin · (27 Wo.)ES | CO12 Platin · (8 Wo.)CO | Erstveröffentlichung: 10. Mai 2018 Verkäufe: + 670.000                                                                                    |
| 2018 | Mi cama (Remix) Ocean                                             | — | — | — | — | — | Latin6 Diamant · (20 Wo.)Latin | — | — | Erstveröffentlichung: 13. Juli 2018 Verkäufe: + 640.000; feat. J. Balvin & Nicky Jam                                                      |
| 2018 | Dame tu cosita (Remix) –                                          | — | — | — | — | US36 (9 Wo.)US | Latin1 ×7Siebenfachplatin · (26 Wo.)Latin                                                                                                | — | — | Erstveröffentlichung: 29. August 2018 Verkäufe: + 420.000; mit Pitbull & El Chombo feat. Cutty Ranks                                      |
| 2018 | Culpables Ocean                                                   | — | — | — | — | — | Latin8 Diamant · (26 Wo.)Latin | ES19 ×2Doppelplatin · (26 Wo.)ES | CO12 (16 Wo.)CO | Erstveröffentlichung: 13. September 2018 Verkäufe: + 912.000; mit Anuel AA                                                                |
| 2018 | Créeme Ocean                                                      | — | — | — | — | — | Latin11 ×3Dreifachplatin · (21 Wo.)Latin                                                                                                 | ES33 ×2Doppelplatin · (31 Wo.)ES | CO12 Platin · (19 Wo.)CO | Erstveröffentlichung: 1. November 2018 Verkäufe: + 559.000; feat. Maluma                                                                  |
| 2019 | Punto G Ocean                                                     | — | — | — | — | — | Latin30 (12 Wo.)Latin | ES33 Platin · (15 Wo.)ES | — | Erstveröffentlichung: 4. April 2019 Verkäufe: + 123.000                                                                                   |
| 2019 | Ocean                                                             | — | — | — | — | — | Latin22 (20 Wo.)Latin | ES25 ×2Doppelplatin · (18 Wo.)ES | — | Erstveröffentlichung: 3. Mai 2019 Verkäufe: + 141.500                                                                                     |
| 2019 | Dices que te vas Ocean                                            | — | — | — | — | — | Latin35 (3 Wo.)Latin | — | — | Erstveröffentlichung: 30. Mai 2019 Verkäufe: + 1.500; feat. Anuel AA                                                                      |
| 2019 | Tú no amas –                                                      | — | — | — | — | — | Latin— ×8AchtfachplatinLatin | ES39 Gold · (8 Wo.)ES | — | Erstveröffentlichung: 19. Juni 2019 Verkäufe: + 510.000; mit Anuel AA, Mambo Kingz, DJ Luian & Arcángel                                   |
| 2019 | China –                                                           | DE50 (9 Wo.)DE | AT67 (1 Wo.)AT | CH10 (23 Wo.)CH | — | US43 (18 Wo.)US | Latin1 Gold · (30 Wo.)Latin | ES1 ×8Achtfachplatin · (60 Wo.)ES | CO1 (32 Wo.)CO | Erstveröffentlichung: 19. Juli 2019 Verkäufe: + 1.210.000; mit Anuel AA & Daddy Yankee feat. J Balvin & Ozuna                             |
| 2019 | My Family The Addams Family O.S.T.                                | — | — | — | — | US— GoldUS | — | — | — | Erstveröffentlichung: 13. September 2019 Verkäufe: + 500.000; mit Migos, Snoop Dogg & Rock Mafia                                          |
| 2019 | Ocean (Remix) –                                                   | — | — | — | — | — | — | — | — | Erstveröffentlichung: 30. September 2019 Verkäufe: + 870.000; feat. Jessie Reyez                                                          |
| 2019 | Tusa KG0516                                                       | DE79 Gold · (11 Wo.)DE | — | CH8 (43 Wo.)CH | UK— SilberUK | US42 (21 Wo.)US | Latin1 ×4Vierfachdiamant + Platin · (35 Wo.)Latin                                                                                        | ES1 ×9Neunfachplatin · (74 Wo.)ES | CO1 ×12Zwölffachdiamant · (35 Wo.)CO | Erstveröffentlichung: 7. November 2019 Verkäufe: + 14.527.333; feat. Nicki Minaj                                                          |
| 2020 | Follow –                                                          | — | — | — | — | — | Latin17 (5 Wo.)Latin | ES9 Platin · (10 Wo.)ES | — | Erstveröffentlichung: 2. April 2020 Verkäufe: + 60.000; mit Anuel AA                                                                      |
| 2020 | Ay, Dios Mío! KG0516                                              | — | — | — | — | US94 (1 Wo.)US | Latin5 ×5Diamant + Fünffachplatin · (26 Wo.)Latin                                                                                        | ES3 ×3Dreifachplatin · (31 Wo.)ES | CO2 ×6Sechsfachdiamant · (23 Wo.)CO | Erstveröffentlichung: 10. Juli 2020 Verkäufe: + 6.160.000                                                                                 |
| 2020 | Caramelo (Remix) –                                                | — | — | — | — | — | Latin3 (31 Wo.)Latin | ES21 ×2Doppelplatin · (12 Wo.)ES | CO14 (8 Wo.)CO | Erstveröffentlichung: 17. August 2020 Verkäufe: + 440.000; mit Ozuna & Myke Towers                                                        |
| 2020 | Bichota KG0516                                                    | — | — | — | — | US72 (13 Wo.)US | Latin3 ×2Doppeldiamant · (26 Wo.)Latin                                                                                                   | ES4 ×4Vierfachplatin · (27 Wo.)ES | CO2 ×6Sechsfachdiamant · (25 Wo.)CO | Erstveröffentlichung: 23. Oktober 2020 Verkäufe: + 10.873.000                                                                             |
| 2020 | Miedito o Qué? –                                                  | — | — | — | — | — | Latin44 Platin · (5 Wo.)Latin | ES— GoldES | — | Erstveröffentlichung: 25. November 2020 Verkäufe: + 90.000; mit Ovy On The Drums & Danny Ocean                                            |
| 2021 | Location KG0516                                                   | — | — | — | — | — | Latin6 ×6Sechsfachplatin · (18 Wo.)Latin                                                                                                 | ES13 Platin · (19 Wo.)ES | CO10 (8 Wo.)CO | Erstveröffentlichung: 12. Februar 2021 Verkäufe: + 1.590.000; feat. Anuel AA & J Balvin                                                   |
| 2021 | El Makinon KG0516                                                 | — | — | — | — | — | Latin6 Diamant + Platin · (26 Wo.)Latin                                                                                                  | ES6 ×3Dreifachplatin · (25 Wo.)ES | CO4 (19 Wo.)CO | Erstveröffentlichung: 25. März 2021 Verkäufe: + 3.270.000; mit Mariah Angeliq                                                             |
| 2021 | 200 Copas KG0516                                                  | — | — | — | — | — | Latin28 ×3Dreifachplatin · (20 Wo.)Latin                                                                                                 | ES— PlatinES | CO15 (15 Wo.)CO | Erstveröffentlichung: 14. Juli 2021 Verkäufe: + 660.000                                                                                   |
| 2021 | Sejodioto –                                                       | — | — | — | — | — | Latin9 (26 Wo.)Latin | ES42 Platin · (7 Wo.)ES | CO16 (4 Wo.)CO | Erstveröffentlichung: 21. September 2021 Verkäufe: + 140.000                                                                              |
| 2022 | Un viaje –                                                        | — | — | — | — | — | Latin25 (4 Wo.)Latin | — | — | Erstveröffentlichung: 8. April 2022 mit Jotaerre & Alejo feat. Moffa                                                                      |
| 2022 | Provenza Mañana será bonito                                       | — | — | CH62 (17 Wo.)CH | — | US25 (21 Wo.)US | Latin1 ×6Sechsfachdiamant + Platin · (35 Wo.)Latin                                                                                       | ES2 ×9Neunfachplatin · (100 Wo.)ES | CO1 Gold · (44 Wo.)CO | Erstveröffentlichung: 21. April 2022 Verkäufe: + 4.716.000                                                                                |
| 2022 | Gatúbela Mañana será bonito                                       | — | — | — | — | US37 (11 Wo.)US | Latin4 ×3Diamant + Dreifachplatin · (27 Wo.)Latin                                                                                        | ES17 ×2Doppelplatin · (26 Wo.)ES | CO5 (21 Wo.)CO | Erstveröffentlichung: 25. August 2022 Verkäufe: + 960.000; mit Maldy                                                                      |
| 2022 | Cairo Mañana será bonito                                          | — | — | — | — | US82 (1 Wo.)US | Latin11 ×4Vierfachplatin · (20 Wo.)Latin                                                                                                 | ES14 ×4Vierfachplatin · (33 Wo.)ES | CO15 (16 Wo.)CO | Erstveröffentlichung: 13. November 2022 Verkäufe: + 480.000; mit Ovy On The Drums                                                         |
| 2023 | X si volvemos Mañana será bonito                                  | — | — | CH74 (3 Wo.)CH | — | US48 (6 Wo.)US | Latin4 Gold · (20 Wo.)Latin | ES9 ×3Dreifachplatin · (24 Wo.)ES | CO3 (19 Wo.)CO | Erstveröffentlichung: 2. Februar 2023 Verkäufe: + 270.000; feat. Romeo Santos                                                             |
| 2023 | TQG Mañana será bonito • Las mujeres ya no lloran                 | DE— aDE | — | CH5 Gold · (21 Wo.)CH | UK88 (1 Wo.)UK | US7 (20 Wo.)US | Latin1 (26 Wo.)Latin | ES1 ×9Neunfachplatin · (93 Wo.)ES | CO1 b (28 Wo.)CO | Erstveröffentlichung: 24. Februar 2023 Verkäufe: + 1.258.333; mit Shakira                                                                 |
| 2023 | Amargura Mañana será bonito                                       | — | — | — | — | US85 (6 Wo.)US | Latin14 (26 Wo.)Latin | ES16 ×5Fünffachplatin · (85 Wo.)ES | CO2 b (18 Wo.)CO | Erstveröffentlichung: 19. Mai 2023 Verkäufe: + 340.000                                                                                    |
| 2023 | Watati Barbie O.S.T.                                              | — | — | — | — | — | Latin25 (5 Wo.)Latin | ES100 Gold · (1 Wo.)ES | — | Erstveröffentlichung: 1. Juni 2023 Verkäufe: + 30.000; feat. Aldo Ranks                                                                   |
| 2023 | S91 Mañana será bonito (Bichota Season)                           | — | — | — | — | US45 (6 Wo.)US | Latin6 ×6Sechsfachplatin · (20 Wo.)Latin                                                                                                 | ES22 Platin · (13 Wo.)ES | CO10 (8 Wo.)CO | Erstveröffentlichung: 14. Juli 2023 Verkäufe: + 500.000                                                                                   |
| 2023 | Que chimba de vida –                                              | — | — | — | — | — | Latin27 (3 Wo.)Latin | ES61 Gold · (1 Wo.)ES | — | Erstveröffentlichung: 14. Dezember 2023 Verkäufe: + 30.000                                                                                |
| 2024 | Contigo –                                                         | DE— cDE | — | CH58 (1 Wo.)CH | — | US61 (4 Wo.)US | Latin3 (22 Wo.)Latin | ES7 ×2Doppelplatin · (35 Wo.)ES | — | Erstveröffentlichung: 15. Februar 2024 Verkäufe: + 120.000; mit Tiësto                                                                    |
| 2024 | Si antes te hubiera conocido Tropicoqueta                         | DE— dDE | — | CH7 (… Wo.)CH | — | US32 (20 Wo.)US | Latin1 ×2×3Doppeldiamant + Dreifachplatin · (28 Wo.)Latin                                                                                | ES1 ×10Zehnfachplatin · (… Wo.)ES | CO— ×9×5Neunfachdiamant + FünffachplatinCO                                                                                               | Erstveröffentlichung: 21. Juni 2024 Verkäufe: + 6.028.333                                                                                 |
| 2024 | No me cansare –                                                   | — | — | — | — | — | Latin35 (1 Wo.)Latin | ES60 (1 Wo.)ES | — | Erstveröffentlichung: 18. Oktober 2024 mit Sevdaliza                                                                                      |
| 2024 | +57 –                                                             | — | — | CH82 (1 Wo.)CH | — | US62 (1 Wo.)US | Latin4 (14 Wo.)Latin | ES4 Gold · (14 Wo.)ES | — | Erstveröffentlichung: 7. November 2024 Verkäufe: + 30.000; mit Feid & DFZM feat. Ovy on the Drums, J Balvin, Maluma, Ryan Castro & Blessd |
| 2025 | Milagros –                                                        | — | — | — | — | — | Latin17 (… Wo.)Latin | ES18 Gold · (… Wo.)ES | — | Erstveröffentlichung: 8. Mai 2025 Verkäufe: + 50.000                                                                                      |
| 2025 | Latina Foreva Tropicoqueta                                        | — | — | CH79 (1 Wo.)CH | — | US66 (5 Wo.)US | Latin3 (… Wo.)Latin | ES13 Gold · (… Wo.)ES | — | Erstveröffentlichung: 23. Mai 2025 Verkäufe: + 50.000                                                                                     |
| Folgende Lieder erschienen nicht als Single, wurden aber durch das Album zum Download und Streaming bereitgestellt und konnten somit eine Platzierung erlangen: |                                                                   | | | | | | | | | |
| |                                                                   | | | | | | | | | |
| 2021 | El Barco KG0516                                                   | — | — | — | — | — | Latin19 ×5Fünffachplatin · (20 Wo.)Latin                                                                                                 | ES51 ×2Doppelplatin · (6 Wo.)ES | CO20 (1 Wo.)CO | Charteinstieg: 2. April 2021 Verkäufe: + 630.000                                                                                          |
| 2021 | Contigo voy a muerte KG0516                                       | — | — | — | — | — | Latin— PlatinLatin | ES100 Platin · (1 Wo.)ES | — | Charteinstieg: 2. April 2021 Verkäufe: + 190.000; feat. Camilo                                                                            |
| 2023 | Pero tú Mañana será bonito                                        | — | — | — | — | US86 Gold · (1 Wo.)US | Latin14 ×9Neunfachplatin · (6 Wo.)Latin                                                                                                  | ES12 ×2Doppelplatin · (11 Wo.)ES | CO14 (1 Wo.)CO | Charteinstieg: 2. März 2023 Verkäufe: + 660.000; mit Quevedo                                                                              |
| 2023 | Kármika Mañana será bonito                                        | — | — | — | — | — | Latin25 (3 Wo.)Latin | ES19 Platin · (9 Wo.)ES | — | Charteinstieg: 2. März 2023 Verkäufe: + 60.000; mit Bad Gyal & Sean Paul                                                                  |
| 2023 | Mientras me curo del cora Mañana será bonito                      | — | — | — | — | US68 (1 Wo.)US | Latin8 (19 Wo.)Latin | ES23 ×3Dreifachplatin · (36 Wo.)ES | CO4 (18 Wo.)CO | Videoauskopplung: 7. März 2023 Verkäufe: + 200.000                                                                                        |
| 2023 | Tus gafitas Mañana será bonito                                    | — | — | — | — | US73 (1 Wo.)US | Latin10 (8 Wo.)Latin | ES41 Gold · (3 Wo.)ES | CO11 (3 Wo.)CO | Charteinstieg: 2. März 2023 Verkäufe: + 30.000                                                                                            |
| 2023 | Besties Mañana será bonito                                        | — | — | — | — | US96 (1 Wo.)US | Latin17 (6 Wo.)Latin | ES66 Gold · (2 Wo.)ES | CO20 (1 Wo.)CO | Charteinstieg: 2. März 2023 Verkäufe: + 30.000                                                                                            |
| 2023 | Dañamos la Amistad Mañana será bonito                             | — | — | — | — | — | Latin29 (3 Wo.)Latin | ES70 (1 Wo.)ES | — | Charteinstieg: 2. März 2023 mit Sech |
| 2023 | Ojos Ferrari Mañana será bonito                                   | — | — | — | — | US95 (1 Wo.)US | Latin16 (4 Wo.)Latin | ES75 Gold · (1 Wo.)ES | — | Charteinstieg: 2. März 2023 Verkäufe: + 30.000; mit Justin Quiles & Angel Dior                                                            |
| 2023 | Mañana será bonito                                                | — | — | — | — | US98 Gold · (1 Wo.)US | Latin19 ×9Neunfachplatin · (10 Wo.)Latin                                                                                                 | ES76 Gold · (3 Wo.)ES | CO18 (1 Wo.)CO | Charteinstieg: 2. März 2023 Verkäufe: + 570.000; mit Carla Morrison                                                                       |
| 2023 | Gucci los paños Mañana será bonito                                | — | — | — | — | US71 (1 Wo.)US | Latin9 (13 Wo.)Latin | ES79 Gold · (1 Wo.)ES | — | Charteinstieg: 2. März 2023 Verkäufe: + 30.000                                                                                            |
| 2023 | Mercurio Mañana será bonito                                       | — | — | — | — | — | Latin26 (3 Wo.)Latin | ES94 (1 Wo.)ES | — | Charteinstieg: 2. März 2023 |
| 2023 | Carolina Mañana será bonito                                       | — | — | — | — | — | Latin33 (2 Wo.)Latin | ES— GoldES | — | Charteinstieg: 11. März 2023 Verkäufe: + 30.000                                                                                           |
| 2023 | Mi Ex tenía razón Mañana será bonito (Bichota Season)             | — | — | — | — | US22 (16 Wo.)US | Latin1 ×6Sechsfachplatin · (26 Wo.)Latin                                                                                                 | ES14 ×2Doppelplatin · (32 Wo.)ES | CO2 b (6 Wo.)CO | Videoauskopplung: 11. August 2023 Verkäufe: + 520.000                                                                                     |
| 2023 | Qlona Mañana será bonito (Bichota Season)                         | — | — | — | — | US28 (21 Wo.)US | Latin1 ×7Siebenfachplatin · (45 Wo.)Latin                                                                                                | ES7 ×5Fünffachplatin · (69 Wo.)ES | CO1 b (6 Wo.)CO | Charteinstieg: 26. August 2023 Verkäufe: + 790.000; feat. Peso Pluma                                                                      |
| 2023 | Una noche en Medellín (Remix) Mañana será bonito (Bichota Season) | — | — | — | — | US68 (1 Wo.)US | Latin12 ×7Siebenfachplatin · (8 Wo.)Latin                                                                                                | ES62 Platin · (2 Wo.)ES | CO9 (1 Wo.)CO | Charteinstieg: 26. August 2023 Verkäufe: + 480.000; mit Cris MJ & Ryan Castro                                                             |
| 2023 | Oki Doki Mañana será bonito (Bichota Season)                      | — | — | — | — | US83 (1 Wo.)US | Latin15 (19 Wo.)Latin | ES78 Platin · (2 Wo.)ES | CO19 (1 Wo.)CO | Charteinstieg: 26. August 2023 Verkäufe: + 60.000                                                                                         |
| 2023 | Me Tengo Que Ir Mañana será bonito (Bichota Season)               | — | — | — | — | — | Latin19 (3 Wo.)Latin | — | — | Charteinstieg: 26. August 2023 mit Kali Uchis                                                                                             |
| 2023 | Dispo Mañana será bonito (Bichota Season)                         | — | — | — | — | — | Latin22 (7 Wo.)Latin | ES70 Gold · (2 Wo.)ES | — | Charteinstieg: 26. August 2023 Verkäufe: + 30.000; feat. Young Miko                                                                       |
| 2023 | Bichotag Mañana será bonito (Bichota Season)                      | — | — | — | — | — | Latin26 (3 Wo.)Latin | — | — | Charteinstieg: 26. August 2023 |
| 2023 | Gatita Gangster Mañana será bonito (Bichota Season)               | — | — | — | — | — | Latin29 (5 Wo.)Latin | ES39 ×2Doppelplatin · (16 Wo.)ES | — | Charteinstieg: 26. August 2023 Verkäufe: + 120.000; mit Dei V                                                                             |
| 2023 | Provenza (Remix) Mañana será bonito (Bichota Season)              | — | — | — | — | — | Latin36 Gold · (1 Wo.)Latin | — | — | Charteinstieg: 26. August 2023 Verkäufe: + 30.000; feat. Tiësto                                                                           |
| 2025 | Verano rosa Tropicoqueta                                          | — | — | — | — | US96 (1 Wo.)US | Latin9 (… Wo.)Latin | ES11 Gold · (… Wo.)ES | — | Charteinstieg: 29. Juni 2025 Verkäufe: + 50.000; feat. Feid                                                                               |
| 2025 | Papasito Tropicoqueta                                             | — | — | — | — | US74 (1 Wo.)US | Latin5 (… Wo.)Latin | ES21 (… Wo.)ES | — | Charteinstieg: 29. Juni 2025 |
| 2025 | Ivonny Bonita Tropicoqueta                                        | — | — | — | — | — | Latin13 (6 Wo.)Latin | ES42 (5 Wo.)ES | — | Charteinstieg: 29. Juni 2025 |
| 2025 | Amiga mía Tropicoqueta                                            | — | — | — | — | — | Latin18 (3 Wo.)Latin | ES45 (3 Wo.)ES | — | Charteinstieg: 29. Juni 2025 feat. Greeicy                                                                                                |
| 2025 | Coleccionando heridas Tropicoqueta                                | — | — | — | — | — | Latin11 (… Wo.)Latin | ES49 (4 Wo.)ES | — | Charteinstieg: 29. Juni 2025 feat. Marco Antonio Solís                                                                                    |
| 2025 | Dile luna Tropicoqueta                                            | — | — | — | — | — | Latin17 (4 Wo.)Latin | ES57 (3 Wo.)ES | — | Charteinstieg: 29. Juni 2025 feat. Eddy Lover                                                                                             |
| 2025 | Cuando me muera te olvido Tropicoqueta                            | — | — | — | — | — | Latin21 (3 Wo.)Latin | ES62 (1 Wo.)ES | — | Charteinstieg: 29. Juni 2025 |
| 2025 | Tu perfume Tropicoqueta                                           | — | — | — | — | — | Latin24 (3 Wo.)Latin | ES71 (2 Wo.)ES | — | Charteinstieg: 29. Juni 2025 |
| 2025 | Tropicoqueta                                                      | — | — | — | — | — | Latin37 (2 Wo.)Latin | ES53 (6 Wo.)ES | — | Charteinstieg: 29. Juni 2025 |
| 2025 | Un gatito me llamó Tropicoqueta                                   | — | — | — | — | — | Latin20 (4 Wo.)Latin | ES83 (1 Wo.)ES | — | Charteinstieg: 29. Juni 2025 |
| 2025 | Fkn Movie Tropicoqueta                                            | — | — | — | — | — | Latin32 (2 Wo.)Latin | ES92 (1 Wo.)ES | — | Charteinstieg: 29. Juni 2025 feat. Mariah Angeliq                                                                                         |
| 2025 | Bandida entrenada Tropicoqueta                                    | — | — | — | — | — | Latin29 (1 Wo.)Latin | ES97 (1 Wo.)ES | — | Charteinstieg: 29. Juni 2025 |
| 2025 | Ese hombre es malo Tropicoqueta                                   | — | — | — | — | — | Latin28 (2 Wo.)Latin | — | — | Charteinstieg: 29. Juni 2025 |
| 2025 | No puedo vivir sin el Tropicoqueta                                | — | — | — | — | — | Latin31 (2 Wo.)Latin | — | — | Charteinstieg: 29. Juni 2025 |

### Als Gastmusikerin
| Jahr | Titel Album                                          | Höchstplatzierung, Gesamtwochen, AuszeichnungChartplatzierungen (Jahr, Titel, Album, Platzierungen, Wochen, Auszeichnungen, Anmerkungen) | Höchstplatzierung, Gesamtwochen, AuszeichnungChartplatzierungen (Jahr, Titel, Album, Platzierungen, Wochen, Auszeichnungen, Anmerkungen) | Höchstplatzierung, Gesamtwochen, AuszeichnungChartplatzierungen (Jahr, Titel, Album, Platzierungen, Wochen, Auszeichnungen, Anmerkungen) | Höchstplatzierung, Gesamtwochen, AuszeichnungChartplatzierungen (Jahr, Titel, Album, Platzierungen, Wochen, Auszeichnungen, Anmerkungen) | Höchstplatzierung, Gesamtwochen, AuszeichnungChartplatzierungen (Jahr, Titel, Album, Platzierungen, Wochen, Auszeichnungen, Anmerkungen) | Höchstplatzierung, Gesamtwochen, AuszeichnungChartplatzierungen (Jahr, Titel, Album, Platzierungen, Wochen, Auszeichnungen, Anmerkungen) | Höchstplatzierung, Gesamtwochen, AuszeichnungChartplatzierungen (Jahr, Titel, Album, Platzierungen, Wochen, Auszeichnungen, Anmerkungen) | Höchstplatzierung, Gesamtwochen, AuszeichnungChartplatzierungen (Jahr, Titel, Album, Platzierungen, Wochen, Auszeichnungen, Anmerkungen) | Anmerkungen |
| Jahr | Titel Album                                          | DE | AT | CH | UK | US | Latin | ES | CO | Anmerkungen |
| --- | ---------------------------------------------------- | --- | --- | --- | --- | --- | --- | --- | --- | --- |
| 2016 | Lo que siento por ti The Mixtape: JukeBox, Vol. 1    | — | — | — | — | — | — | — | — | Erstveröffentlichung: 24. Mai 2016 Sebastián Yatra feat. Karol G                                                                     |
| 2017 | Mi mala Para aventuras y curiosidades                | — | — | — | — | — | Latin38 ×3Dreifachplatin · (11 Wo.)Latin                                                                                                 | ES68 (11 Wo.)ES | — | Erstveröffentlichung: 13. Oktober 2017 Verkäufe: + 330.000; Mau y Ricky feat. Karol G                                                |
| 2017 | Find You (Remix) –                                   | — | — | — | — | — | — | — | — | Erstveröffentlichung: 10. November 2017 Nick Jonas feat. Karol G                                                                     |
| 2018 | En la cara (Sua Cara Remix) –                        | — | — | — | — | — | — | — | — | Erstveröffentlichung: 12. Januar 2018 Major Lazer feat. Karol G                                                                      |
| 2018 | Princesa Quiereo Volver                              | — | — | — | — | — | — | — | — | Erstveröffentlichung: 6. April 2018 Tini feat. Karol G                                                                               |
| 2018 | Dicen Pedacitos de mi                                | — | — | — | — | — | — | ES70 Platin · (17 Wo.)ES | — | Erstveröffentlichung: 29. Juni 2018 Verkäufe: + 60.000; Antonio Orozco feat. Karol G                                                 |
| 2018 | Calypso (Remix) Vida                                 | — | — | — | — | — | Latin11 (16 Wo.)Latin | — | — | Erstveröffentlichung: 17. August 2018 Luis Fonsi feat. Karol G                                                                       |
| 2019 | Secreto Emmanuel                                     | — | — | CH65 (11 Wo.)CH | — | US68 (11 Wo.)US | Latin4 Diamant · (26 Wo.)Latin | ES1 ×4Vierfachplatin · (31 Wo.)ES | CO1 Diamant · (16 Wo.)CO | Erstveröffentlichung: 15. Januar 2019 Verkäufe: + 1.365.000; Anuel AA feat. Karol G                                                  |
| 2019 | Peligrosa Quartier Latin Vol. 1                      | — | — | — | — | — | — | — | — | Erstveröffentlichung: 31. Januar 2019 Verkäufe: + 100.000; Lartiste feat. Karol G                                                    |
| 2019 | Hijoepu*# Diosa de la noche                          | — | — | — | — | — | Latin— GoldLatin | — | — | Erstveröffentlichung: 15. März 2019 Verkäufe: + 30.000; Gloria Trevi feat. Karol G                                                   |
| 2019 | Desame suerte Famouz Reloaded                        | — | — | — | — | — | Latin— GoldLatin | — | — | Erstveröffentlichung: 30. August 2019 Verkäufe: + 30.000; Jhay Cortez feat. Karol G                                                  |
| 2020 | X XV                                                 | DE— eDE | — | CH79 (1 Wo.)CH | UK82 (1 Wo.)UK | US33 (7 Wo.)US | — | — | — | Erstveröffentlichung: 15. Mai 2020 Verkäufe: + 70.000; Jonas Brothers feat. Karol G                                                  |
| 2021 | Poblado (Remix) Jose                                 | — | — | — | — | — | Latin11 (20 Wo.)Latin | ES12 Platin · (15 Wo.)ES | CO4 (22 Wo.)CO | Erstveröffentlichung: 18. Juni 2021 Verkäufe: + 620.000; J Balvin feat. Karol G, Nicky Jam, Crissin, Totoy El Frio & Natan & Shander |
| 2021 | Don’t Be Shy Drive                                   | DE— fDE | — | CH47 (10 Wo.)CH | — | US— GoldUS | — | ES58 ×2Doppelplatin · (46 Wo.)ES | — | Erstveröffentlichung: 12. August 2021 Verkäufe: + 1.180.000; Tiësto feat. Karol G                                                    |
| 2021 | No te deseo el mal Sauce Boyz 2                      | — | — | — | — | — | Latin29 (16 Wo.)Latin | ES17 Platin · (15 Wo.)ES | — | Erstveröffentlichung: 2. Dezember 2021 Verkäufe: + 130.000; Eladio Carrión feat. Karol G                                             |
| 2021 | Friki Inter Shibuya (Ferxxo Edition)                 | — | — | — | — | — | Latin34 ×3Dreifachplatin · (11 Wo.)Latin                                                                                                 | ES— PlatinES | CO9 (15 Wo.)CO | Erstveröffentlichung: 9. Dezember 2021 Verkäufe: + 415.000; Feid feat. Karol G                                                       |
| 2022 | Mamiii Esquemas                                      | — | — | CH36 Gold · (21 Wo.)CH | — | US15 (20 Wo.)US | Latin1 ×2×3Doppeldiamant + Dreifachplatin · (27 Wo.)Latin                                                                                | ES1 ×7Siebenfachplatin · (65 Wo.)ES | CO1 (18 Wo.)CO | Erstveröffentlichung: 11. Februar 2022 Verkäufe: + 3.055.000; Becky G feat. Karol G                                                  |
| 2023 | Tá OK (Remix) –                                      | — | — | — | — | — | Latin40 (2 Wo.)Latin | ES77 Platin · (1 Wo.)ES | — | Erstveröffentlichung: 3. August 2023 Dennis & MC Kevin o Chris feat. Maluma & Karol G                                                |
| 2023 | Labios Mordidos Orquídeas                            | — | — | — | — | US97 (1 Wo.)US | Latin10 (14 Wo.)Latin | ES59 (1 Wo.)ES | — | Erstveröffentlichung: 23. November 2023 Verkäufe: + 55.000; Kali Uchis feat. Karol G                                                 |
| 2024 | Vivo por ella –                                      | — | — | — | — | — | Latin41 (1 Wo.)Latin | ES48 (2 Wo.)ES | — | Erstveröffentlichung: 30. August 2024 Andrea Bocelli feat. Karol G                                                                   |
| Folgende Lieder erschienen nicht als Single, wurden aber durch das Album zum Download und Streaming bereitgestellt und konnten somit eine Platzierung erlangen: |                                                      | | | | | | | | | |
| |                                                      | | | | | | | | | |
| 2020 | Enjoy Yourself Shoot for the Stars, Aim for the Moon | — | — | — | UK— SilberUK | US56 (2 Wo.)US | — | — | — | Charteinstieg: 18. Juli 2020 Verkäufe: + 255.000; Pop Smoke feat. Karol G                                                            |

## Statistik

### Chartauswertung
|                     | CH    | US    | Latin       | ES    |
| ------------------- | ----- | ----- | ----------- | ----- |
| Nummer-eins-Alben   | CH—CH | US1US | Latin4Latin | ES3ES |
| Top-10-Alben        | CH2CH | US3US | Latin6Latin | ES4ES |
| Alben in den Charts | CH4CH | US6US | Latin6Latin | ES6ES |

|                       | DE    | AT    | CH     | UK    | US     | Latin        | ES     | CO     |
| --------------------- | ----- | ----- | ------ | ----- | ------ | ------------ | ------ | ------ |
| Nummer-eins-Singles   | DE—DE | AT—AT | CH—CH  | UK—UK | US—US  | Latin9Latin  | ES5ES  | CO6CO  |
| Top-10-Singles        | DE—DE | AT—AT | CH4CH  | UK—UK | US1US  | Latin31Latin | ES16ES | CO19CO |
| Singles in den Charts | DE2DE | AT1AT | CH13CH | UK2UK | US32US | Latin86Latin | ES70ES | CO32CO |

### Auszeichnungen für Musikverkäufe
| Land/RegionAuszeichnungen für Musikverkäufe (Land/Region, Auszeichnungen, Verkäufe, Quellen) | Silber     | Gold         | Platin         | Diamant         | Verkäufe   | Quellen             |
| -------------------------------------------------------------------------------------------- | ---------- | ------------ | -------------- | --------------- | ---------- | ------------------- |
| Argentinien (CAPIF)                                                                          | —          | 2× Gold2     | 12× Platin12   | 6× Diamant6     | 1.070.000  | Einzelnachweise     |
| Australien (ARIA)                                                                            | —          | 2× Gold2     | —              | —               | 70.000     | aria.com.au         |
| Belgien (BRMA)                                                                               | —          | Gold1        | Platin1        | —               | 60.000     | ultratop.be         |
| Brasilien (PMB)                                                                              | —          | 8× Gold8     | 19× Platin19   | 4× Diamant4     | 1.560.000  | pro-musicabr.org.br |
| Chile (IFPI)                                                                                 | —          | 4× Gold4     | 8× Platin8     | 6× Diamant6     | 4.125.000  | profovi.cl          |
| Deutschland (BVMI)                                                                           | —          | Gold1        | —              | —               | 200.000    | musikindustrie.de   |
| Ecuador (SOPROFON)                                                                           | —          | 2× Gold2     | 23× Platin23   | —               | 162.000    | Einzelnachweise     |
| Frankreich (SNEP)                                                                            | —          | 6× Gold6     | —              | 3× Diamant3     | 1.549.999  | snepmusique.com     |
| Italien (FIMI)                                                                               | —          | 4× Gold4     | 9× Platin9     | —               | 905.000    | fimi.it             |
| Kanada (MC)                                                                                  | —          | 8× Gold8     | 5× Platin5     | —               | 720.000    | musiccanada.com     |
| Kolumbien (ASINCOL)                                                                          | —          | 2× Gold2     | 15× Platin15   | 35× Diamant35   | 7.210.000  | Einzelnachweise     |
| Mexiko (AMPROFON)                                                                            | —          | 15× Gold15   | 53× Platin53   | 64× Diamant64   | 27.340.000 | amprofon.com.mx     |
| Neuseeland (RMNZ)                                                                            | —          | 2× Gold2     | —              | —               | 30.000     | radioscope.co.nz    |
| Peru (UNIMPRO)                                                                               | —          | 4× Gold4     | 12× Platin12   | Diamant1        | 163.000    | Einzelnachweise     |
| Polen (ZPAV)                                                                                 | —          | 3× Gold3     | 3× Platin3     | —               | 180.000    | olis.pl             |
| Portugal (AFP)                                                                               | —          | 6× Gold6     | 13× Platin13   | —               | 158.500    | Einzelnachweise     |
| Schweiz (IFPI)                                                                               | —          | 2× Gold2     | —              | —               | 20.000     | hitparade.ch        |
| Spanien (Promusicae)                                                                         | —          | 18× Gold18   | 139× Platin139 | —               | 8.550.000  | elportaldemusica.es |
| Uruguay (CUD)                                                                                | —          | 2× Gold2     | 17× Platin17   | Diamant1        | 87.000     | Einzelnachweise     |
| Venezuela (APFV)                                                                             | —          | —            | 7× Platin7     | —               | 70.000     | Einzelnachweise     |
| Vereinigte Staaten (RIAA)                                                                    | —          | 19× Gold19   | 140× Platin140 | 26× Diamant26   | 25.310.000 | riaa.com            |
| Vereinigtes Königreich (BPI)                                                                 | 2× Silber2 | —            | —              | —               | 400.000    | bpi.co.uk           |
| Zentralamerika (CFC)                                                                         | —          | 3× Gold3     | 18× Platin18   | 4× Diamant4     | 2.275.000  | cfc-musica.com      |
| Insgesamt                                                                                    | 2× Silber2 | 114× Gold114 | 494× Platin494 | 150× Diamant150 |            |                     |